# Fenerbahçe S.K. (bóng đá)
Fenerbahçe Spor Kulübü (phát âm tiếng Thổ Nhĩ Kỳ: [feˈnæɾbaht͡ʃe], Fenerbahçe Sports Club), thường được biết đến với Fenerbahçe, là một câu lạc bộ bóng đá có trụ sở ở Istanbul, Thổ Nhĩ Kỳ. Hiện tại, câu lạc bộ đang thi đấu ở Süper Lig, hạng đấu cao nhất của bóng đá Thổ Nhĩ Kỳ.

## Cầu thủ

### Đội hình hiện tại
Tính đến 21 tháng 7 năm 2023
.
Ghi chú: Quốc kỳ chỉ đội tuyển quốc gia được xác định rõ trong điều lệ tư cách FIFA. Các cầu thủ có thể giữ hơn một quốc tịch ngoài FIFA.
| Số | VT | Quốc gia             | Cầu thủ                 |
| -- | -- | -------------------- | ----------------------- |
| 2  | HV | Brasil               | Gustavo Henrique        |
| 3  | HV | Thổ Nhĩ Kỳ           | Samet Akaydin           |
| 4  | HV | Thổ Nhĩ Kỳ           | Serdar Aziz             |
| 5  | TV | Brasil               | Willian Arão            |
| 6  | HV | Ghana                | Alexander Djiku         |
| 7  | HV | Thổ Nhĩ Kỳ           | Ferdi Kadıoğlu          |
| 8  | TV | Thổ Nhĩ Kỳ           | Mert Hakan Yandaş       |
| 9  | TĐ | Bosna và Hercegovina | Edin Džeko (đội trưởng) |
| 10 | TĐ | Serbia               | Dušan Tadić             |
| 11 | TĐ | Anh                  | Ryan Kent               |
| 14 | HV | Brasil               | Luan Peres              |
| 15 | TĐ | Na Uy                | Joshua King             |
| 16 | TĐ | Uruguay              | Diego Rossi             |
| 17 | TV | Thổ Nhĩ Kỳ           | İrfan Kahveci           |
| 18 | TV | Brasil               | Lincoln                 |
| 19 | TĐ | Thổ Nhĩ Kỳ           | Serdar Dursun           |

| Số | VT | Quốc gia   | Cầu thủ             |
| -- | -- | ---------- | ------------------- |
| 20 | TĐ | Ý          | João Pedro          |
| 21 | HV | Nigeria    | Bright Osayi-Samuel |
| 22 | TĐ | Thổ Nhĩ Kỳ | Umut Nayir          |
| 23 | TĐ | Bỉ         | Michy Batshuayi     |
| 24 | HV | Hà Lan     | Jayden Oosterwolde  |
| 25 | TV | Thổ Nhĩ Kỳ | Emre Demir          |
| 27 | TV | Bồ Đào Nha | Miguel Crespo       |
| 28 | TV | Thổ Nhĩ Kỳ | Bartuğ Elmaz        |
| 30 | HV | Thổ Nhĩ Kỳ | Nazım Sangaré       |
| 50 | HV | Brasil     | Rodrigo Becão       |
| 53 | TV | Ba Lan     | Sebastian Szymański |
| 65 | HV | Thổ Nhĩ Kỳ | Emir Ortakaya       |
| 70 | TM | Thổ Nhĩ Kỳ | İrfan Can Eğribayat |
| 77 | TĐ | Thổ Nhĩ Kỳ | Burak Kapacak       |
| 80 | TV | Thổ Nhĩ Kỳ | İsmail Yüksek       |
| 99 | TĐ | Thổ Nhĩ Kỳ | Emre Mor            |

### Cầu thủ học viện tập luyện với đội hình chính
Tính đến 21 tháng 7 năm 2023.
Ghi chú: Quốc kỳ chỉ đội tuyển quốc gia được xác định rõ trong điều lệ tư cách FIFA. Các cầu thủ có thể giữ hơn một quốc tịch ngoài FIFA.
| Số | VT | Quốc gia   | Cầu thủ         |
| -- | -- | ---------- | --------------- |
| 35 | TV | Hàn Quốc   | Jo Jin-ho       |
| 69 | TV | Thổ Nhĩ Kỳ | Yusuf Kocatürk  |
| 92 | TĐ | Thổ Nhĩ Kỳ | Bora Aydınlık   |
| 93 | TV | Thổ Nhĩ Kỳ | Muhammet İmre   |
| 94 | HV | Thổ Nhĩ Kỳ | Yiğit Efe Demir |

| Số | VT | Quốc gia   | Cầu thủ                |
| -- | -- | ---------- | ---------------------- |
| 95 | TV | Thổ Nhĩ Kỳ | Erkan Arda Çağdaş      |
| 97 | TM | Thổ Nhĩ Kỳ | Furkan Onur Akyüz      |
| —  | TM | Thổ Nhĩ Kỳ | Muhammet Doğukan Demir |
| —  | HV | Thổ Nhĩ Kỳ | Yusuf Akçiçek          |
| —  | TĐ | Thổ Nhĩ Kỳ | Melih Bostan           |

### Cầu thủ chưa đăng ký theo hợp đồng
Ghi chú: Quốc kỳ chỉ đội tuyển quốc gia được xác định rõ trong điều lệ tư cách FIFA. Các cầu thủ có thể giữ hơn một quốc tịch ngoài FIFA.
| Số | VT | Quốc gia   | Cầu thủ          |
| -- | -- | ---------- | ---------------- |
| —  | HV | Thổ Nhĩ Kỳ | Çağtay Kurukalıp |

| Số | VT | Quốc gia   | Cầu thủ      |
| -- | -- | ---------- | ------------ |
| —  | TĐ | Thổ Nhĩ Kỳ | Barış Sungur |

### Cho mượn
Ghi chú: Quốc kỳ chỉ đội tuyển quốc gia được xác định rõ trong điều lệ tư cách FIFA. Các cầu thủ có thể giữ hơn một quốc tịch ngoài FIFA.
| Số | VT | Quốc gia   | Cầu thủ                                                     |
| -- | -- | ---------- | ----------------------------------------------------------- |
| —  | TM | Thổ Nhĩ Kỳ | Ertuğrul Çetin (tại Gençlerbirliği đến 30 tháng 6 năm 2024) |

| Số | VT | Quốc gia   | Cầu thủ                                                |
| -- | -- | ---------- | ------------------------------------------------------ |
| —  | TĐ | Thổ Nhĩ Kỳ | Tiago Çukur (tại S.K. Beveren đến 30 tháng 6 năm 2024) |